# OpenPetition
openPetition ist eine offene Internetplattform für Online-Petitionen, die sich an Entscheidungsträger aus Politik, Wirtschaft und Gesellschaft richtet. openPetition begleitet Menschen dabei, Petitionen zu starten, in die Öffentlichkeit zu tragen und zu übergeben. Ziel von openPetition ist, Demokratie und Bürgerbeteiligung mittels Online-Petitionen zu fördern und zu einem transparenten Bürger-Politik-Dialog beizutragen. Zusätzlich setzt sich die Organisation auch für ein wirkungsvolleres Petitionsrecht in Deutschland sowie Österreich ein und bietet seit 2019 Kommunen kostenfrei ein gemeindeeigenes Petitions-System namens openDemokratie-Tool.
Die Plattform ist seit 2010 online und hat nach eigenen Angaben 12 Mio. Nutzer (Juli 2022). openPetition ist gemeinnützig, spendenfinanziert, transparent und politisch neutral. Im Jahr 2021 wurden über die Plattform 3.410 Petitionen veröffentlicht. Mehr als 5,9 Mio. Menschen beteiligten sich mit einer Unterschrift an auf openPetition veröffentlichten Petitionen. Außerdem wurden 1.336 Stellungnahmen von Abgeordneten zu Petitionen abgegeben, die zuvor das openPetition-Quorum erreichten. Nach eigenen Angaben führt eine Petition, mit der sich Menschen auf der Plattform beteiligen, jeden Tag zum Erfolg (Stand: Juli 2022). Seit Start der Petitionsplattform bis zum Jahresende von 2021 wurden insgesamt 31,5 Mio. Unterschriften gesammelt.

## Gründung

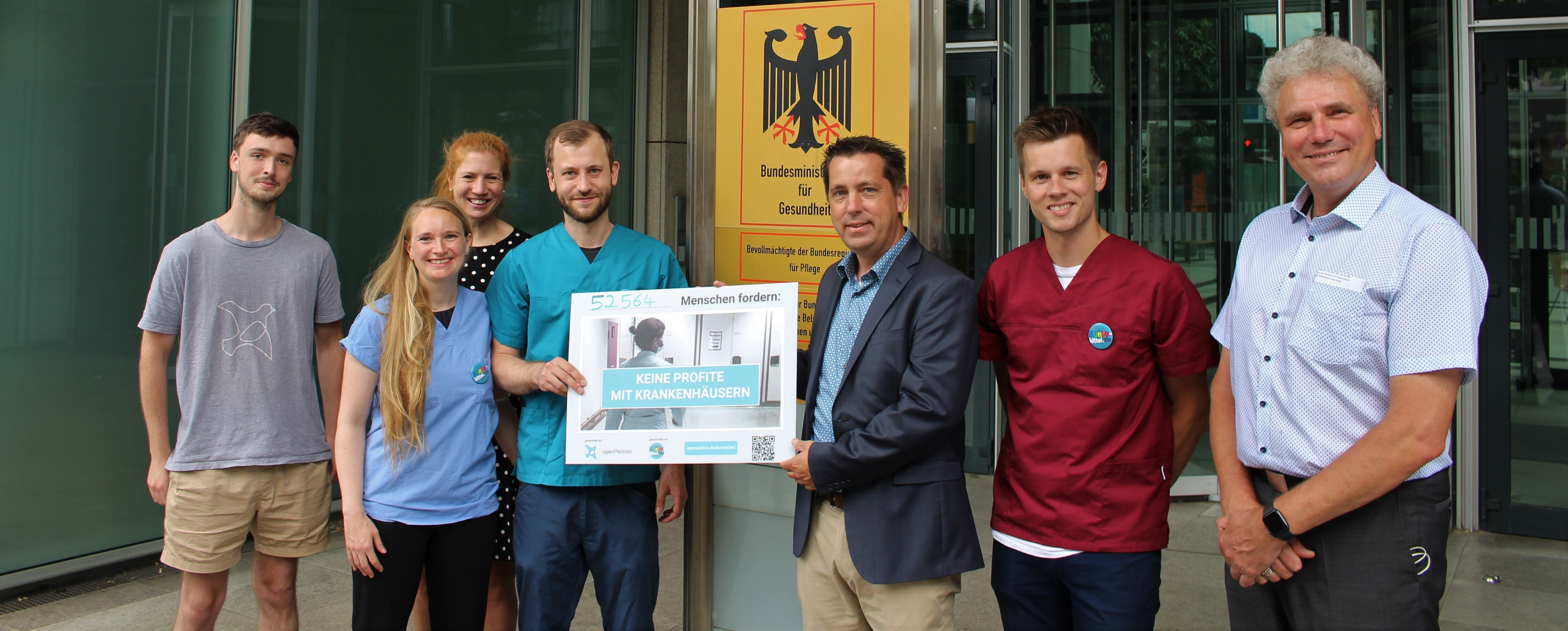
Überreichung von 52.564 Unterschriften an das Bundesgesundheitsministerium gegen die Profitorientierung von Krankenhäusern

Der Gründer von openPetition, Jörg Mitzlaff, war im Verein Mehr Demokratie aktiv und wollte mit openPetition ein wirkungsvolleres, digitales Werkzeug für politische Mitbestimmung schaffen. Um die Petitionsplattform aufzubauen, nahm sich der Software-Entwickler 2009 ein Jahr Auszeit von seinem damaligen Job. Zusammen mit weiteren Fachleuten programmierte er in diesem Jahr die Petitionssoftware. In den Jahren bis 2012 wurde openPetition als ehrenamtliches Projekt betrieben.
Nachdem openpetition.de im April 2010 online gegangen war, nahm Mitzlaff wieder eine Vollzeitbeschäftigung auf und betreute die Petitionsseite in seiner Freizeit. Im Juni 2012 gründeten Jörg Mitzlaff und der Verein Campact die openPetition gemeinnützige GmbH mit Jörg Mitzlaff als Geschäftsführer. Seit 2020 ist openPetition finanziell unabhängig von Campact e. V. Der Sitz ist in der Werkstatt Digitale Demokratie in Berlin.

## Finanzierung und Struktur
Betreiber ist die openPetition gGmbH. Sie ist wegen der Förderung der Bildung, Förderung des demokratischen Staatswesens und Förderung des bürgerschaftlichen Engagements vom Finanzamt Berlin für Körperschaften I (SteuerNr. 27/602/56641) als gemeinnützig anerkannt. Die 15-köpfige Organisation finanziert sich über Kleinspenden von Nutzern.
Seit Februar 2022 ist openPetition in Verantwortungseigentum organisiert. Als Verantwortungseigentum gehört openPetition sich selbst und kann weder verkauft noch vererbt werden. Neue Geschäftsführende oder Investoren können keine Entscheidungen treffen, die die Grundsätze verraten. Alle Gewinne, die das Unternehmen macht, fließen wieder in das Unternehmen. Wird die Stelle des Geschäftsführenden frei, muss die Person, die sie übernimmt, aus dem Unternehmen selbst kommen.
openPetition unterstützt die im Juni 2010 von Transparency International Deutschland gestartete „Initiative Transparente Zivilgesellschaft“. Einheitliche Veröffentlichungspflichten für gemeinnützige Organisationen gibt es in Deutschland bisher nicht. openPetition hat sich selbst verpflichtet, Informationen über Ziele, Mittelherkunft, Mittelverwendung und Entscheidungswege nach den Richtlinien der Initiative zu veröffentlichen, und stellt daher jährlich einen Jahres- und Transparenzbericht online.

## Ziele
openPetition setzt sich für die Vereinfachung und Weiterentwicklung der Instrumente der partizipativen Demokratie ein. Die Ziele von openPetition sind die Beratung, Begleitung und Unterstützung von Menschen beim Erstellen, Verbreiten und Einreichen von Online-Petitionen. Zusätzlich klärt openPetition über das Petitionsrecht und politische Entscheidungsprozesse auf – unter anderem durch Vorträge, wissenschaftliche Kooperationen und den Petitions-Atlas. Zudem möchte die Plattform Beteiligung stärken, sowohl auf kommunaler Ebene durch das „openDemokratie-Tool“ als auch deutschlandweit durch die im Jahr 2020 veröffentlichte Plattform der „Hausparlamente“ und europaweit durch die Schaffung einer gemeinsamen Plattform für alle europäischen Länder. Die Organisation bleibt dabei politisch neutral. Die offene Plattform ist laut eigenen Angaben die größte Dialogplattform im deutschsprachigen Raum (Deutschland, Österreich und Schweiz) und bisher in 27 Sprachen verfügbar.

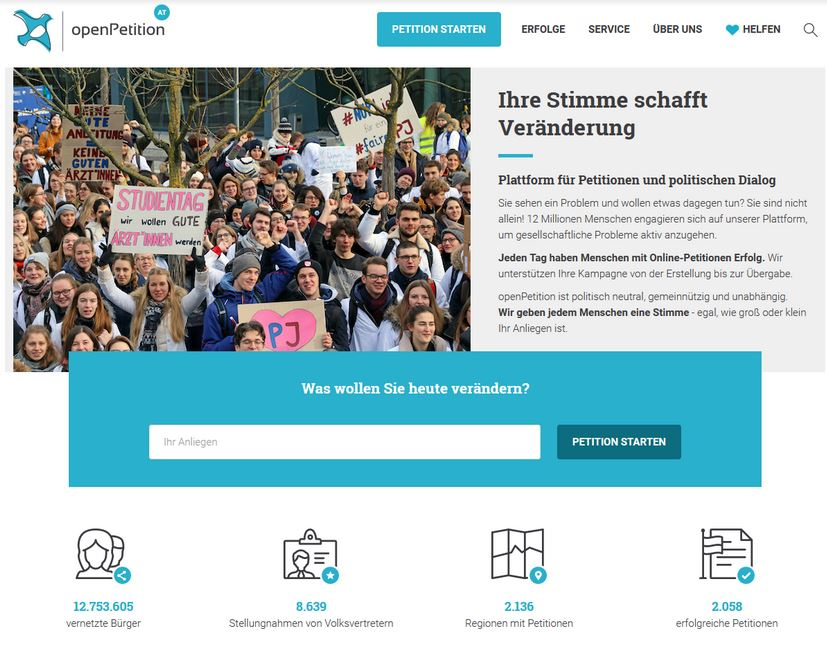
Startseite von openPetition.de

## Werte und Arbeitsweise
Laut dem Petitionsrecht hat jeder das Recht, sein Anliegen in Form einer Bitte, Beschwerde oder eines Vorschlages beim Petitionsausschuss einzureichen. openPetition hilft Menschen dabei, davon Gebrauch zu machen. Dabei hat openPetition den Anspruch auf politische Neutralität und verpflichtet sich selbst zur Transparenz. Nicht nur über die Plattform können Unterschriften gesammelt werden, sondern auch über Widget-Einbindungen auf anderen Webseiten sowie über Offline-Unterschriften auf Papierbögen. Als einzige Plattform hat openPetition ein Quorum für Regionen in Deutschland und Österreich. Wird diese regionale Relevanzschwelle mit Unterschriften erreicht, bittet die Organisation das zuständige Parlament einer Region um Stellungnahme und veröffentlicht diese anschließend. openPetition garantiert außerdem die Einreichung von Petitionen bei den zuständigen Petitionsausschüssen. Die gGmbH gibt regelmäßig einen „Petitions-Atlas“ heraus, in dem alle Petitionsausschüsse der deutschen Bundesländer und des Bundes in drei Kategorien verglichen werden. Damit trägt openPetition zu einem transparenten Bürger-Politik-Dialog bei. Zur Bundestagswahl im September 2021 organisierte openPetition gemeinsam mit weiteren Demokratie-Organisationen die Kampagne Abstimmung21. Im Rahmen der ersten selbstorganisierten, bundesweiten Volksabstimmung stimmten Bürgerinnen und Bürger zu vier aktuellen politischen Themen ab. Im selben Jahr führte openPetition das neue Format „Hausparlamente“ ein. In privaten Gesprächsrunden können Interessierte zu politischen Fragestellungen debattieren und anschließend über diese abstimmen.

## Datenschutz
Sowohl die Organisation als auch die Server von openPetition haben ihren Sitz in Deutschland und unterliegen somit dem Bundesdatenschutzgesetz, dem Telemediengesetz sowie der europäischen Datenschutz-Grundverordnung (DSGVO). Alle Datenübertragungen zu den Servern werden mit TLS verschlüsselt.

## Auswahl von Petitionen
| Zeitraum | Unterschriften | Inhalt |
| -------- | -------------- | --- |
| 2012     | 300.000        | GEMA-Tarifreform: Die GEMA hatte für 2013 eine Tarifreform geplant, die nach Meinung von Betreibern von Clubs und Diskotheken zu enormen Mehrkosten für sie geführt hätte. Musik-Begeisterte befürchteten ein „Clubsterben“. Die Online-Petition von Matthias Rauh gegen die GEMA-Tarifreform erreichte mehr als 300.000 Unterschriften und wurde gemeinsam mit verschiedenen Kulturinitiativen an die Justizministerin Leutheusser-Schnarrenberger übergeben. Wenige Tage später verkündete die GEMA, dass sie die geplante Reform für 2013 aussetzen werde.                                                        |
| 2013     | 57.000         | Freilassung von Gustl Mollath: Sieben Jahre verbrachte Gustl Mollath zu Unrecht in der geschlossenen Psychiatrie. Mollath war im Jahr 2006 in einem Strafprozess wegen Schuldunfähigkeit freigesprochen worden. In deutschen Medien wurde der Fall seit November 2012 verstärkt thematisiert, da sich Mollaths Schwarzgeld-Vorwürfe als zum Teil begründet erwiesen und zunehmend Kritik am Verfahren geäußert wurde. Die im März 2013 für Mollaths Freilassung gestartete Petition erreichte 57.000 Unterschriften. Am 6. August 2013 ordnete das Oberlandesgericht Nürnberg die sofortige Freilassung Mollaths an. |
| 2013     | 95.000         | Saatgutvielfalt: Eine Petition mit Bezug auf die geplante EU-Saatgutverordnung warnt vor den Interessenlagen der Saatgutindustrie zu Lasten der Vielfalt des Saatguts in der Landwirtschaft. Initiiert wurde die Petition gemeinsam von der Kampagne für Saatgut-Souveränität, dem Dachverband Kulturpflanzen- und Nutztiervielfalt und dem Verein zur Erhaltung der Nutzpflanzenvielfalt. |
| 2015     | 33.437         | ESC-Teilnahme: Eine Petition mit Bezug die Entscheidung der ARD, den Sänger Xavier Naidoo als deutschen Vertreter für den Eurovision Song Contest 2016 zu ersetzen. Anstelle des Sängers sollte die deutsche Punk-Band Die Kassierer für Deutschland antreten. Initiiert wurde die Petition vom Blog Ruhrbarone. |
| 2016     | 128.007        | Pro Modellflug: Aufgrund einer Gesetzesnovelle war der Modellflugsport bedroht. Nicht nur auf openPetition, sondern auch über Widgets auf anderen Webseiten konnten Menschen das Anliegen unterstützen. Am Ende konnte der Verein Pro Modellflug die Gesetzesreform maßgeblich beeinflussen und den Modellflugsport schützen. |
| 2017     | 45.519         | Neuauflage der Englischprüfung: Innerhalb von 48 Stunden nach der Erstellung der Petition durch einen Schüler reagierte das zuständige Kultusministerium und entsprach dem Anliegen der Petition, die Prüfung unter fairen Bedingungen zu wiederholen. |
| 2017     | 50.494         | Bivsi: Mit Hilfe der Petition wurde auf die Abschiebung eines 14-Jährigen Mädchens in NRW aufmerksam gemacht, die in Deutschland geboren wurde und aufgewachsen ist. Demonstrationen und ein Benefizkonzert wurden veranstaltet. Der Petitionsausschuss des Landtages entsprach der Petition und das Auswärtige Amt erteilte im Anschluss das Visum für die Rückkehr. |
| 2017     | 430.000        | Nichtrauchergesetz muss bleiben: Die Österreichische Krebshilfe startete über openPetition ihre Petition an die ÖVP und die FPÖ, die während ihrer Koalitionsverhandlungen das Nichtrauchergesetz kippten. Die Petition ist bisher die größte auf der Petitionsplattform. |
| 2018     | 65.000         | Petitionsrecht 4.0: Die Petition wurde von openPetition selbst ins Leben gerufen und ist Teil der Kampagne für eine Modernisierung des Petitionsrechts in Deutschland. Über 65.000 Menschen haben die Petition für mehr Dialog, mehr digitale Beteiligung unterzeichnet. |
| 2018     | 13.216         | Abschaffung der Straßenausbaubeiträge: Einen fünfstelligen Betrag hätten Menschen aus eigener Tasche zahlen müssen, wenn öffentliche Straßen in Brandenburg saniert würden. Dank des Einsatzes der 70-Jährigen Petitions-Starterin aus Schönefeld, wurde erst eine Petition und darauffolgend ein Volksbegehren initiiert – mit Erfolg: Die brandenburgische Koalition hat die Abschaffung beschlossen. |
| 2018     | 11.509         | Gegen die geplante Lärmschutzverordnung in der Schweiz: Konzerte und Veranstaltungen waren durch die geplante Reform bedroht und Kunstschaffende finanziell belastet. Im Dialog mit der Politik haben Branchenvertretenden gemeinsam eine Lösung gefunden. |
| 2018     | 55.692         | Abschaffung der Kita-Gebühren in NRW: Bildung sollte kostenlos sein, so die Begründung. Dank der Petition wurden zwei Kitajahre kostenfrei. |
| 2019     | 120.000        | Rettet die Bäder! Schwimmbadschließungen stoppen! Die Deutsche Lebens-Rettungs-Gesellschaft (DLRG) wurde mit ihrer Petition “Rettet die Bäder” 120.000 Unterschriften im Petitionsausschuss öffentlich angehört und als Sachverständige in den Bundestag eingeladen. Man einigte sich bis dato auf einen goldenen Masterplan zwischen Kommunen, Ländern und Bund. |
| 2020     | 120.000        | Tattoofarben retten: Mit einem geplanten Verbot zweier Pigmente durch die EU sind 66 % aller am Weltmarkt gehandelten Tättowiermittel bedroht. Über 150.000 Menschen haben sich für die Farbenvielfalt eingesetzt und sich mit einer Petition gegen das Verbot ausgesprochen. |
| 2021     | 53.096         | Für die Wiedereröffnung der Friseursalons: Anders als bei anderen Handwerksberufen mussten Friseure sowohl während des ersten als auch des zweiten Lockdowns im Zuge der Corona-Pandemie zeitweise schließen. Mehr als 50.000 Menschen haben sich mit ihrer Unterschrift für die Wiedereröffnung der Friseursalons eingesetzt und damit den wichtigen wirtschaftlichen, professionellen und menschlichen Beitrag vom Friseurhandwerk in Krisenzeiten anerkannt. |
| 2022     | 350.209        | Ausschluss Russlands von SWIFT: Mehr als 350.000 Menschen forderten die deutsche Bundesregierung erfolgreich dazu auf, ihren Kurs zu ändern und sich für einen sofortigen Ausschluss Russlands aus dem SWIFT Zahlungssystem einzusetzen. |
| 2023     | 74.040         | Gegen die geplanten Freiheitseinschränkungen seitens der Bundesinnenministerin Nancy Faeser vom Verband Deutscher Büchsenmacher und Waffenfachhändler (VDB) organisierte Eingabe an die FDP, um eine Änderung des Waffenrechtes zu verhindern. |